# Петровская (Великоустюгский район)
Петровская — деревня в Великоустюгском районе Вологодской области.
Входит в состав Юдинского сельского поселения, с точки зрения административно-территориального деления — в Юдинский сельсовет.
Расстояние по автодороге до районного центра Великого Устюга — 4,1 км, до центра муниципального образования Юдино — 3 км. Ближайшие населённые пункты — Фёдоровская, Коншево, Юдино, Аксеново, Коробово, Галкино, Сереброво, Шатрово, Стрига, Никулино, Пазухи.
По переписи 2002 года население — 20 человек (11 мужчин, 9 женщин). Преобладающая национальность — русские (95 %).